# Kräsuli
Kräsuli (švédsky Gräsö) je jeden z estonských ostrovů v Baltském moři.
Kräsuli se nachází na severozápadním okraji Tallinnského zálivu, mezi výběžkem Viimského poloostrova (Viimsi poolsaar) a ostrovem Aegna. Zeměpisné souřadnice středu ostrova jsou 59° 34' 20" severní šířky a 24° 47' 10" východní délky.
Ostrov má rozlohu 17 ha a nad mořskou hladinu se zvedá do výše 5 m.

## Jméno
Ostrov se ve starších pramenech objevuje jako Grääs Öen, Gräsö, Gräsör, Gräsgrund, což jsou jména švédská, přeložitelná jako „travnatý ostrov“. Převzetím těchto označení do estonštiny vzniklo jméno Kräsuli, případně též Kresuli či Kresulimaa. Estonští námořníci používali rovněž přeloženého pojmenování Rohusaar („travnatý ostrov“), z dokumentů je známa též varianta Hiina saar.

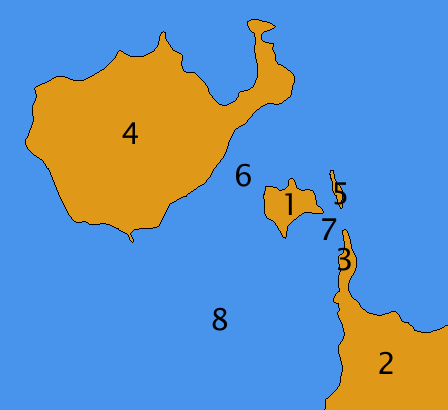
Sousední ostrovy a poloostrovy ostrova Kräsuli

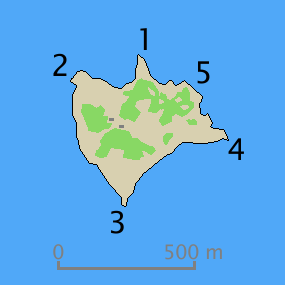
Mysy a výběžky ostrova Kräsuli

## Geografie
Ostrov Kräsuli (na mapce vlevo 1) se nachází mezi mysem Rohuneem (3), nejsevernějším výběžkem Viimského poloostrova (Viimsi poolsaar, 2), a ostrovem Aegna (4). Od Aegny je ostrov Kräsuli oddělen Velkým průlivem (Suursalm, 6) a od Rohuneemu Malým průlivem (Väikesalm, 7). Z východu ke Kräsuli přiléhá ostrůvek Kumbli (5). Části Tallinnského zálivu mezi Viimským poloostrovem a ostrovy Aegna a Kräsuli se říká Městský záliv (Linnalaht, 8).
Pobřeží ostrova Kräsuli tvoří pět charakteristických výběžků, mířících do všech stran. Nejvýraznější je severní Pihlakakari (Jeřábový útes, na mapce vlevo 1), další nesou jména Pendiksekari ots neboli Üksnäs (2), Madikse nukk neboli Madiksekari ots (3), Sadamakari (Přístavní útes, 4) a Nõmmekari ots (5).

## Příroda
Ostrov se vynořil v raném limneálním stadiu vývoje Baltského moře přibližně před 3000 lety a v rámci doposud probíhajícího tektonického zdvihu východobaltské oblasti se postupně rozšířil až do současné velikosti.
Horninové jádro ostrova je tvořeno převážně jílovcovými a prachovcovými usazeninami, překrytými vrstvou morénového štěrku a písku.
Kräsuli je přibližně z poloviny pokryto lesním porostem, v němž převažuje borovice lesní. Významně je zastoupen též jalovec obecný. Bylinné patro i fauna ostrova jsou podobné sousední Aegně, ale vlivem velikosti ostrova celkově chudší.

## Osídlení
Na Kräsuli se dříve nacházela rybářská vesnice Pendikse, na niž už ovšem upomínají jen místní jména. V současnosti se na ostrově nachází několik chat, trvalí obyvatelé zde hlášeni nejsou.
Správně náleží Kräsuli do kraje Harjumaa, k obci Viimsi.